# Монтеррейский трамвай
Монтеррейский трамвай — трамвайная система, действовавшая в городе Монтеррее с 1883 по 1932 год.

## История
В 1883 году были запущены первые трамваи, запряженные мулами, разработчиком была компания Ferrocarril Urbano. В 1887 году североамериканская компания Ferrocarril de Monterrey y Topo-Chico открыла линию железной дороги из центра Монтеррея на север, в Топо-Чико. 16 мая 1905 года в Торонто была основана компания Monterrey Railway, Light & Power Co., которая выкупила монтеррейские конные железные дороги, и начала строительство сети электрических трамваев. 25 июля 1907 года состоялось открытие первой (пригородной) линии электрического трамвая из центра Монтеррея в Топо-Чико. Кроме пригородной линии в Монтеррей позднее была развита сеть городских трамваев. 10 марта 1908 года открыли линию, соединявшую восточную часть города с западной. В 1924 году в Монтеррее было 37 км трамвайных путей, по которым курсировало 29 вагонов. В 1930-м году трамваи были переданы Sociedad Cooperativa de Tranviarios y Autobuseros de Monterrey, предприятию автомобильного транспорта, специализацией которого было обслуживание городских и пригородных автобусных маршрутов. 30 мая 1932 движение трамваев было прекращено.